# Рафаэль, Сильвия
Сильвия Рафаэль Скьёдт (норв. Sylvia Raphael Schjødt, ивр. סילביה רפאל‎; 1 апреля 1937 — 9 февраля 2005) — агент Моссада, осуждённая за убийство официанта Ахмеда Бучикхи, который по ошибке был принят за террориста Али Хасана Саламе.

## Биография
Сильвия Рафаэль родилась 1 апреля 1937 года в Кейптауне. Отец — еврей по национальности, атеист, ассимилированный. Мать — христианка, и Сильвия также приняла крещение. В 1963 году уехала в Израиль в связи с постоянными антисемитскими настроениями в Южной Африке, царившими при режиме апартеида.
Сильвия изначально проживала в кибуце, работала затем учительницей в школе, где преподавала английский и французский языки. Помимо иврита, также владела испанским, немецким и арабским языками. Этим Сильвия заинтересовала Моссад, который предложил ей работу. Пройдя боевую подготовку, она была направлена в Париж, где работала официально журналистом и имела канадский паспорт на имя фотожурналистки Патрисии Лесли Роксборо (англ. Patricia Lesley Roxborough). После трагедии на Олимпиаде в Мюнхене израильское правительство приняло решение найти и ликвидировать всех членов организации «Чёрный сентябрь», и сведения, полученные от Сильвии, помогли ликвидировать троих человек. Позже Рафаэль была включена в команду, участвовавшую в операции «Гнев Божий».
21 июля 1973 года в Лиллехаммере группа агентов Моссада, среди которых была и Сильвия Рафаэль, убили официанта марокканского происхождения Ахмеда Бучикхи, старшего брата известного французско-марокканского музыканта Чико Бучикхи: по ошибке они приняли его за террориста по имени Али Хасан Саламе, организатора теракта в Мюнхене. Разразился международный скандал. Рафаэль была арестована, 1 февраля 1974 года ей предъявили обвинения в убийстве, шпионаже и использовании фальшивого паспорта. Суд приговорил её к 5 с половиной годам лишения свободы, но спустя 15 месяцев, в мае 1975 года, она была депортирована из Норвегии как иностранная гражданка.
После освобождения Сильвия вышла замуж за своего адвоката Аннэуса Скьёдта-младшего, однако в 1977 году снова была выдворена из Норвегии. В 1979 году она получила вид на жительство в Норвегии, откуда уехала в 1992 году в ЮАР. Она скончалась в Претории в 2005 году на 68-м году жизни от лейкемии. Похоронена в Израиле с высшими воинскими почестями.

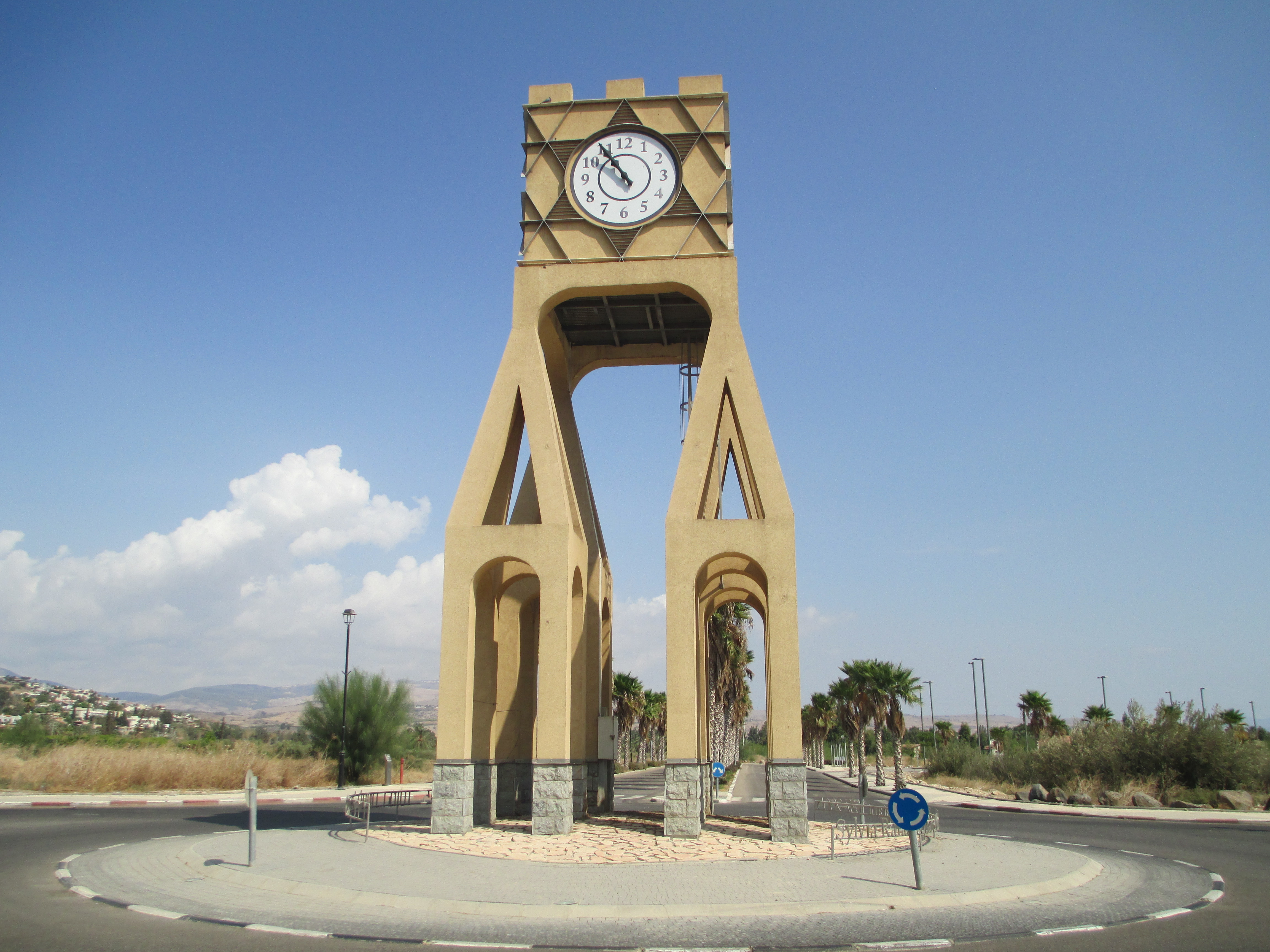
Площадь Сильвии Рафаэль в Мигдале